# 水神庙
水神庙是一座祭祀霍泉神的庙宇，位于山西省臨汾市洪洞县县城东北17公里广胜寺镇，坐落山脚，面临霍泉，水神庙西侧紧邻。

## 历史
水神庙创建于唐贞观年间，贞元年间封秦蜀郡太守李冰为明应王，守护霍泉。金末毁于战火。元中统元年（1260年）重建。大德七年（1303年）八月十六日河东大地震中，庙宇全部被毁，十六年后元延祐六年重建。1961年列入第一批全国重点文物保护单位。水神庙虽然是道教庙宇，但一直由广胜下寺的佛僧管理。

## 建筑
水神庙包括山门兼倒座戏台、献殿（仪门）、正殿以及配殿，现仅存戏台和正殿（明应王殿）。山门系康熙三十八年（1699年）重修，面阔三间，进深六椽。正殿的面阔和进深均为五开间、重檐歇山顶。

## 壁画
明应王殿的四壁保存有大量元代壁画。